# 島田尚幸
島田 尚幸（しまだ なおゆき、1980年11月 - ）は、あいち妖怪保存会の共同代表であり、日本の教員。東海中学校で理科を教えている。愛知県名古屋市生まれ。

## 来歴
1980年生まれ。愛知教育大学教育学部卒業、名古屋大学大学院生命農学研究科修了。あいち妖怪保存会の共同代表であり、多数の妖怪・怪談に関する講演会・トークイベントに招かれている。テレビ愛知の2020年8月2日に放送されたサンデージャーナルでは、ゲストとして出演した。現在、東海中学校で理科の教員を務めている。

## 著書
- やりなおし高校の生物、2005年2月